# Asnières-en-Montagne
Asnières-en-Montagne is een gemeente in het Franse departement Côte-d'Or (regio Bourgogne-Franche-Comté) en telt 187 inwoners (1999). De plaats maakt deel uit van het arrondissement Montbard.

## Geografie
De oppervlakte van Asnières-en-Montagne bedraagt 30,0 km², de bevolkingsdichtheid is 6,2 inwoners per km².
De onderstaande kaart toont de ligging van Asnières-en-Montagne met de belangrijkste infrastructuur en aangrenzende gemeenten.

## Demografie
Onderstaande figuur toont het verloop van het inwonertal (bron: INSEE-tellingen).

## Externe links

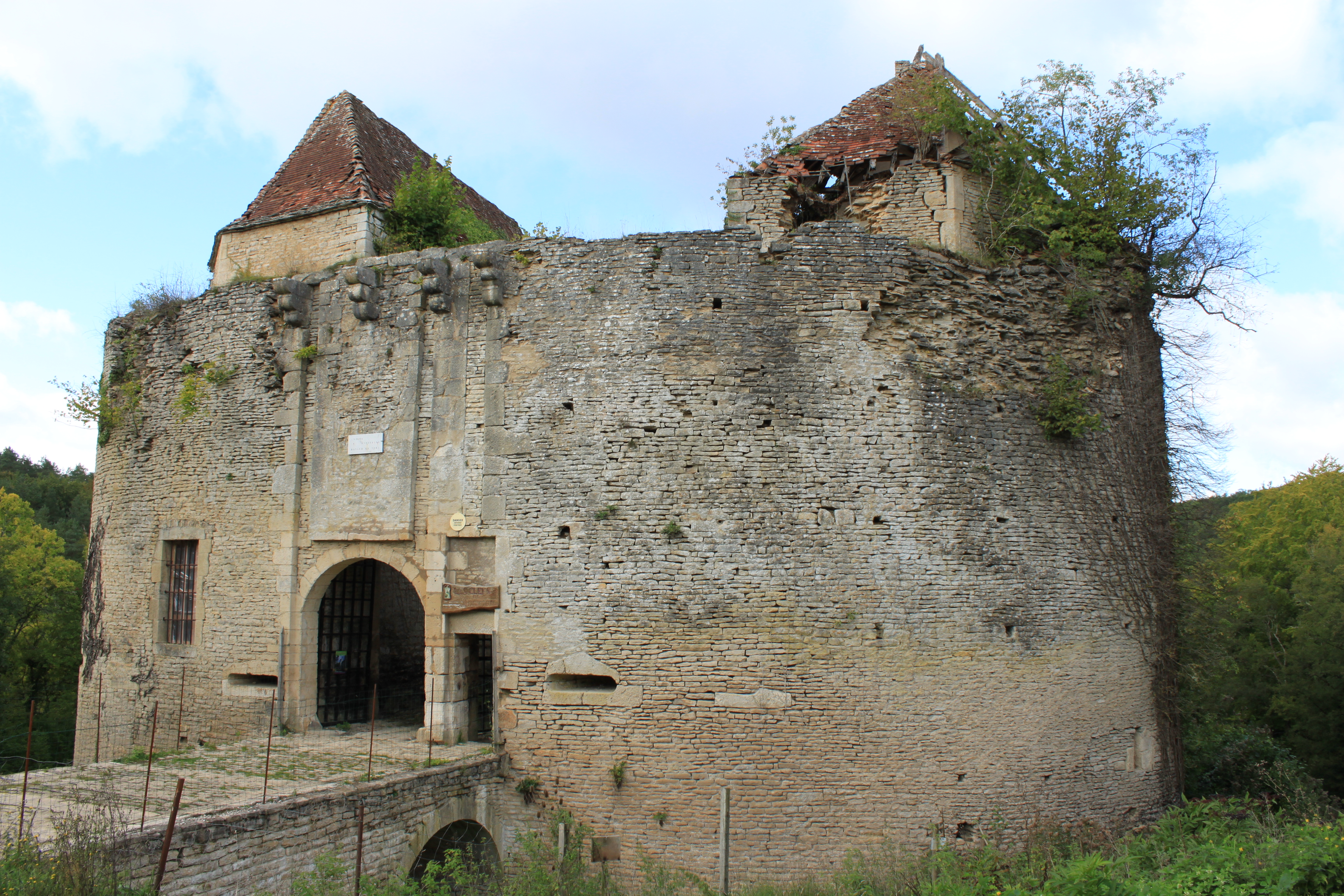
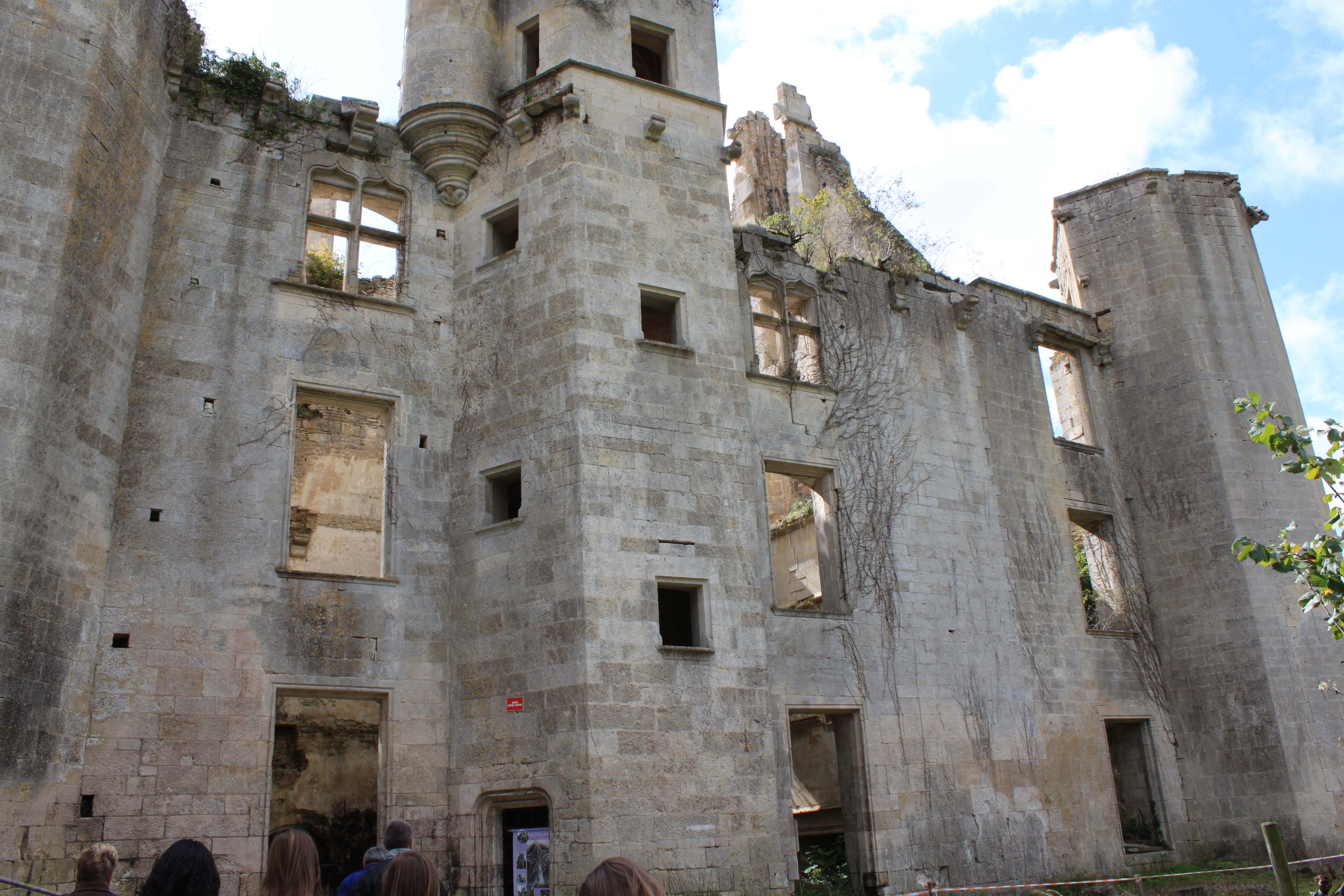
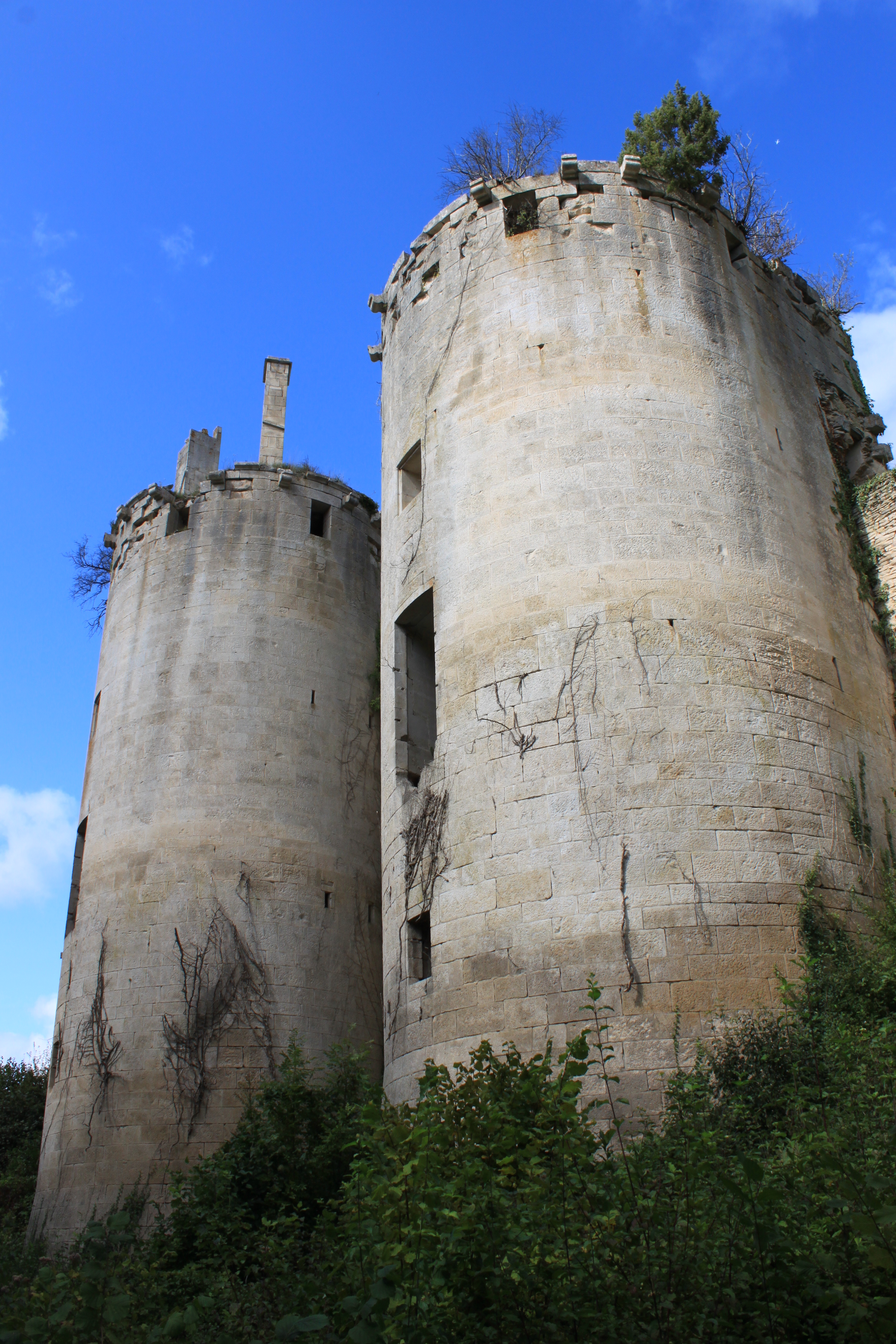